# Boulevard d'Indochine
Le boulevard d'Indochine est une voie du 19e arrondissement de Paris, en France.

## Situation et accès
Le boulevard d'Indochine est une voie publique située dans le 19e arrondissement de Paris. Il débute au 15, avenue de la Porte-Brunet et se termine au 144, boulevard Sérurier et fait suite au boulevard d'Algérie. La ligne du tramway T3b circule sur cette voie.

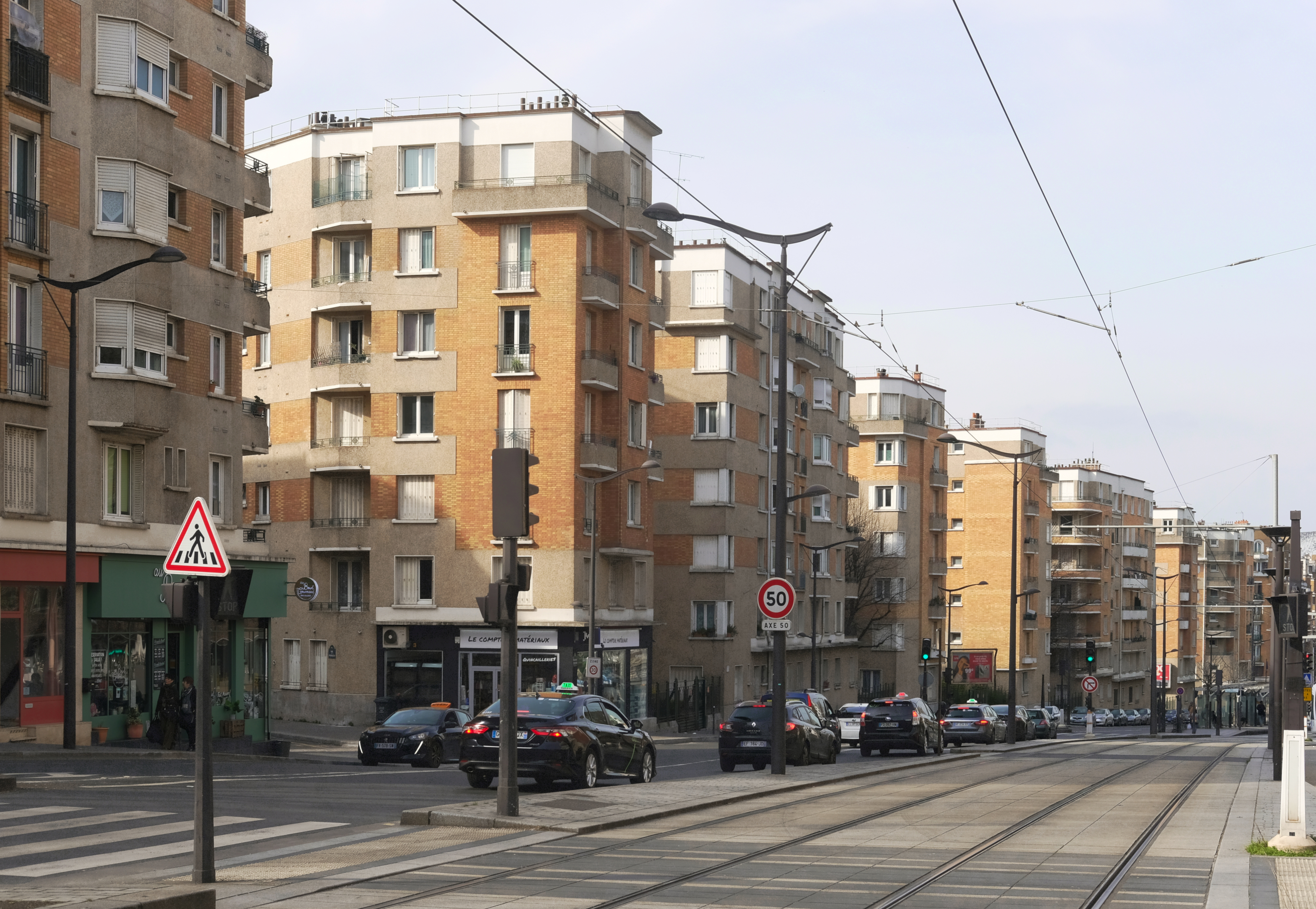
Le boulevard d'Indochine vu depuis l'avenue de la Porte Brunet.
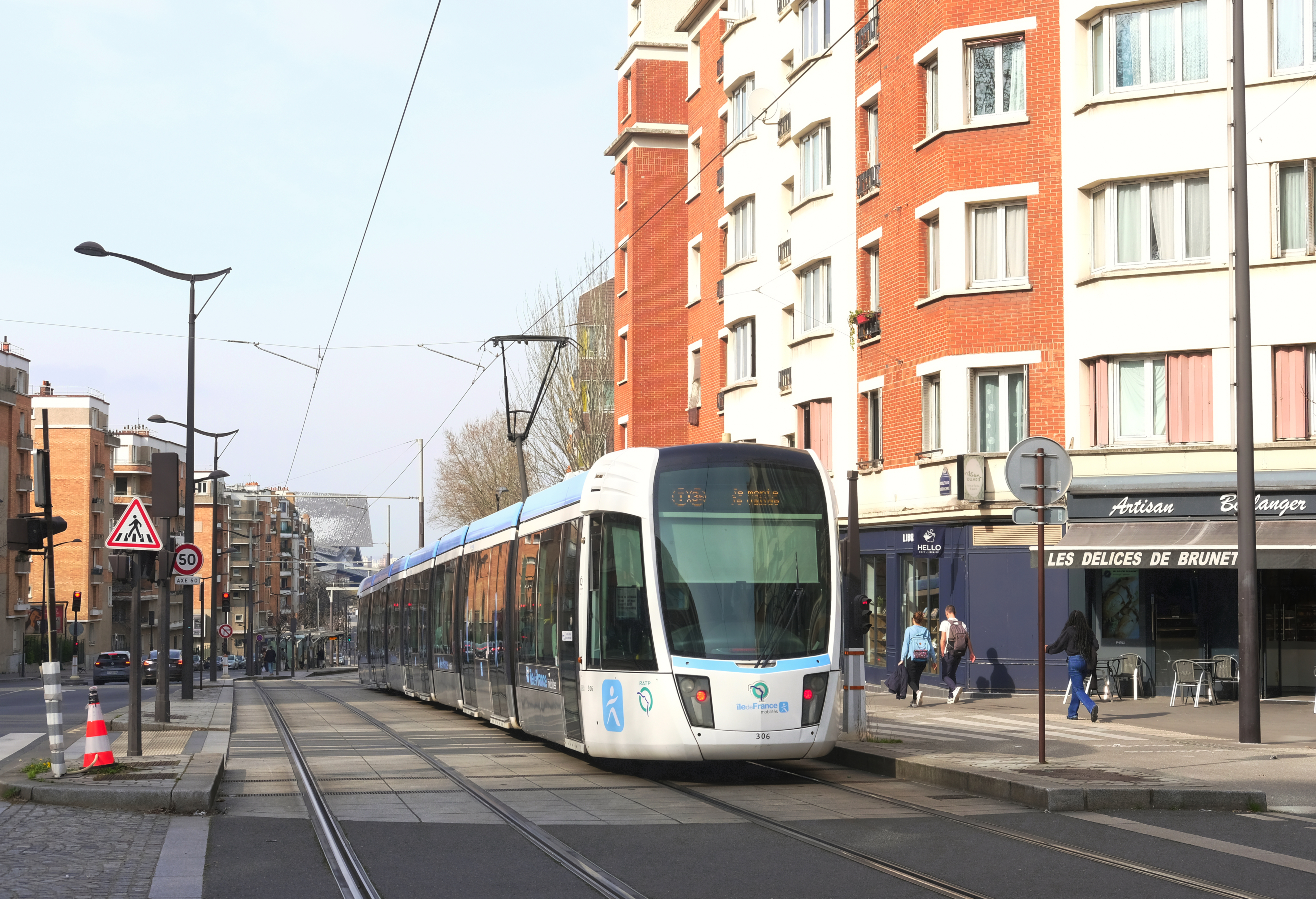
Passage du T3b sur le boulevard d'Indochine.

## Origine du nom
Ce boulevard porte le nom de l'Indochine française dont faisaient partie le Viêt Nam, le Laos et le Cambodge.

## Historique
La voie a été ouverte, entre l'avenue de la Porte-Brunet et la rue des Marchais, par arrêté du 11 octobre 1932 et a pris sa dénomination actuelle par arrêté du 10 mai 1933.